# Saint-Pierre-de-Curtille
Saint-Pierre-de-Curtille este o comună în departamentul Savoie din sud-estul Franței. În 2009 avea o populație de 444 de locuitori.

## Evoluția populației
| An        | 1975 | 1982 | 1990 | 1999 | 2006 | 2009 |
| --------- | ---- | ---- | ---- | ---- | ---- | ---- |
| Populație | 194  | 214  | 277  | 362  | 414  | 444  |